# Hondo (film)
Hondo – western produkcji amerykańskiej z 1953 roku w reżyserii Johna Farrowa, z główną rolą graną przez Johna Wayne’a. Rolę kobiecą grała debiutantka srebrnego ekranu, aktorka teatralna Geraldine Page. Została za nią nominowana do Oscara. Scenariusz oparty jest na noweli Louisa L’Amoura pod tym samym tytułem. Obraz nakręcony w technologii 3-D na filmie Warnercolor.

## Fabuła
Akcja filmu rozgrywa się na terytorium Nowego Meksyku i obejmuje kilka dni roku 1874.
Tytułowy bohater, Hondo Lane, ma dostarczyć raport o zwołaniu rady wojennej przez Vittoria, wielkiego wodza Apaczów, generałowi Crookowi. Po drodze zmuszony jest uciekać przed Indianami, tracąc przy tym konia. Film rozpoczyna się przybyciem jego i towarzyszącego mu psa, Sama, na zaniedbane ranczo Angie Lowe i jej syna Johnny’ego. Podczas jednodniowego pobytu, stara się przekonać Angie o nadchodzącej wojnie z Indianami. Ta jest jednak przekonana o pokoju, gwarantowanym przez traktat pokojowy z Medicine Lodge z 1867 roku. W końcu Hondo wyjeżdża do miasteczka, w którym stacjonuje kawaleria. U Angie natomiast pojawiają się Apacze. Chłopiec staje w obronie matki, co podoba się Vittoriowi. Zawiera z chłopcem więzy krwi, dzięki czemu nie będą musieli obawiać się ataku z ich strony.
W międzyczasie Hondo, w miejscowym saloonie, wdaje się w bójkę z mężczyzną, który, jak się później okaże, jest mężem Angie, Edem. Gdy Hondo powraca na ranczo Angie by oddać pożyczonego konia Ed i jego towarzysz podążają za nim. Chcąc go zaatakować sami są atakowani przez grupę Indian. Towarzysz Eda ginie, on sam zostaje ranny. Hondo orientując się w sytuacji pomaga Edowi. Po strzelaninie, Ed strzela do swojego wybawiciela, chybiając. Ten, broniąc się, zmuszony jest go zabić.
Hondo, kontynuując podróż do rancza Angie, po raz kolejny jest atakowany przez Apaczów. Pomimo brawurowej jazdy, nie udaje mu się umknąć i zostaje schwytany. Podczas tortur, Vittorio znajduje zdjęcie Johnny’ego, które Hondo zabrał z ciała Eda. Wódz Apaczów uznaje pochwyconego za ojca chłopca i zaprzestaje tortur nie uwalniając go jednak. Po walce na noże pomiędzy Hondo a jednym z Indian, Silvą, zostaje zabrany na ranczo. Tam Vittorio pyta Angie, czy Hondo faktycznie jest jej mężem i ojcem chłopca. Kobieta potwierdza a Indianie odjeżdżają.
Później na ranczo przyjeżdża oddział kawalerii. Wcześniej stoczyli bitwę z Indianami, w wyniku której zginął Vittorio. Wodzem Apaczów jest teraz Silva. Opatrzywszy rannych, kawaleria z zebranymi osadnikami, wyruszają do miasta. Podczas podróży atakują ich Indianie. Kawaleria stosuje klasyczny manewr obronny tworząc z wozów okrąg i chroniąc się w środku. Ma miejsce strzelanina, podczas której Hondo zabija przywódcę Indian, co skutkuje ich odwrotem.

## Obsada
- John Wayne jako Hondo Lane
- Geraldine Page jako Angie Lowe
- Ward Bond jako Buffalo Baker
- Michael Pate jako Vittorio - wódz Apaczów
- James Arness jako Lennie - zwiadowca
- Rodolfo Acosta jako Silva
- Leo Gordon jako Ed Lowe
- Tom Irish jako porucznik McKay
- Lee Aaker jako Johnny Lowe
- Paul Fix jako major Sherry
- Frank McGrath jako towarzysz Eda Lowe'a
- Sam jako pies Hondo